# OpenGEM
OpenGEM — це не багатозадачний 16-бітний графічний інтерфейс користувача (ГКІ) для DOS. Це розширене розповсюдження FreeGEM, що включає особливості оригінального Digital Research GEM .
OpenGEM призначений для забезпечення простої в долученні та використанні системи GUI та призначений для забезпечення графічного фреймворку для операційної системи FreeDOS .
Caldera Thin Clients (пізніше відомий як Lineo), який володів вихідним кодом GEM через придбання Caldera решти активів Digital Research від Novell 23 липня 1996 року випустив джерело GEM згідно з умовами GNU General Public License (GPL) у квітні 1999 року. OpenGEM розробив Шейн Мартін Кафлан, співпрацюючи з командою розробників FreeGEM і це — вільне програмне забезпечення, що випустили за умовами GNU General Public License (GPL). Версії OpenGEM від 3 до 6 розробники розмістили на SourceForge та на вебсайті FreeDOS.
OpenGEM активно не розробляють з 2008 року, але він функціонально доконаний як базовий графічний інтерфейс і включає повний SDK для майбутньої сторонньої розробки або розширення.

## Сумісність
OpenGEM працює з FreeDOS Beta 9 і вище, DR DOS 5.0 і вище, MS-DOS 3.3 і вище, PC DOS 3.3 і вище, REAL/32 та DOSBox 0.65. OpenGEM функціонуватиме в Windows 95, Windows 98, Windows 98SE та Windows ME. Невідомо, як воно працюватиме з Windows NT, Windows 2000 та Windows XP або новішими версіями.